# José Santos Lombardo y Alvarado

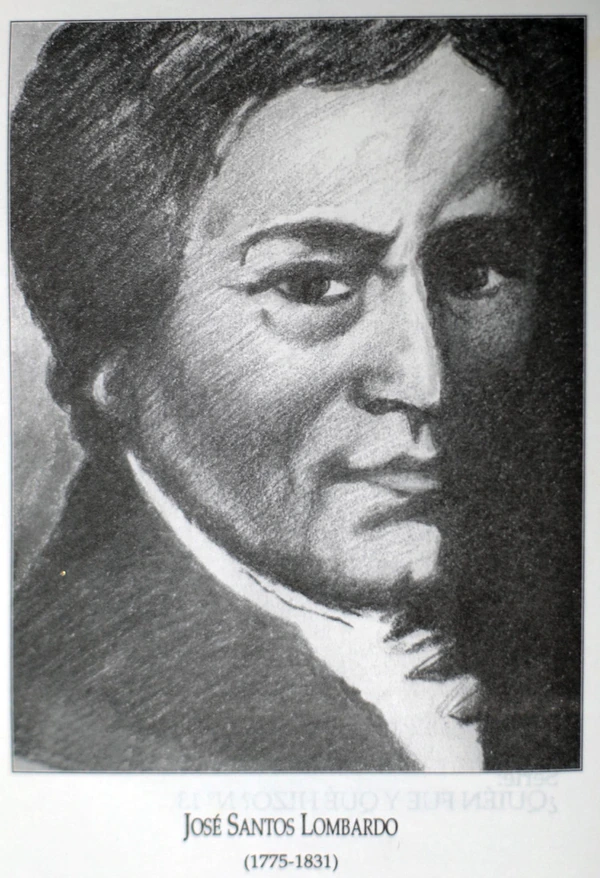

José Santos Lombardo y Alvarado (* 1. November 1775 in Cartago, Costa Rica; † 25. Mai 1829 ebenda) war von Januar bis März 1823 Präsident von Costa Rica.

## Leben

### Herkunft und frühe Laufbahn
Seine Eltern waren María Lucía Guadalupe de Alvarado Guevara, verwitwet von Felipe Gallegos y Trigo, und Pedro Lombardo y Ramos. Sein Halbbruder mütterlicherseits war José Rafael de Gallegos y Alvarado. José Santos Lombardo y Alvarado studierte Geisteswissenschaften in León (Nicaragua).
José Santos Lombardo y Alvarado heiratete am 23. Januar 1794 Micaela López-Conejo y Guzmán-Portocarrero (* 1779; † 22. Februar 1839 in Cartago), die Tochter von María Paula de Guzmán-Portocarrero y Garlindo und Diego José López-Conejo y La Riva-Agüero. In dieser Ehe wurden zwei Töchter Francisca de Paula de Jesús und Ramona Dolores de las Mercedes und ein Sohn, welche in ihrer Kindheit starben, geboren.
Er wurde Dozent in Cartago und San José und war zeitlebens an Bildungsthemen interessiert. 1827 wurde er zum Rektor des Casa de Enseñanza de Santo Tomás ein Vorgängerinstitut der Universidad de Santo Tomás (1843–1888), ernannt. Er schrieb einen Katechismus über Regierungsformen.

### Unternehmerische Tätigkeit
Mit seinem Halbbruder José Rafael de Gallegos y Alvarado war er an einem Unternehmen mit Immobilienfonds, mit Transportunternehmen, welches als erstes die Goldfunde des Monte del Aguacate ausbeutete, beteiligt.

### In der spanischen Kolonialverwaltung
Von 1799 bis 1802, war er Statthalter des Gouverneurs von San José. Von 1803 bis 1813 war er Escribano Público (Protokollführer) von Cartago. 1803 und von 1818 bis 1819 war er zweiter Bürgermeister von Cartago. 1812 und 1816 war er erster Bürgermeister von Cartago. 1819 war er als Statthalter des Gouverneurs von Costa Rica Juan de Dios de Ayala y Toledo während dessen Krankheit, geschäftsführender Regent der Provinz Costa Rica. 1820 war er Procurador Síndico, einer der alleinvertretenden Geschäftsführer der königlichen Verwaltung von Cartago.

### Tätigkeit in den Jahren der Unabhängigkeit
Als er am Morgen des 29. Oktober 1821 erfuhr, dass die Obrigkeiten der Provinzen von Nicaragua und Costa Rica seit dem 11. Oktober 1821 die Unabhängigkeit von Spanien erklärt hatten, übernahm er die Befehlsgewalt der Garnison von Cartago und verhinderte so, dass der untergeordnete Jefe Político Juan Manuel de Cañas-Trujillo sich dieser Entscheidung widersetzt.
Er vertrat Cartago bei der Junta de Legados de los Pueblos welcher der Priester Nicolás Carrillo y Aguirre vorsaß. Nicolás Carrillo y Aguirre regierte von November bis Dezember 1821.
Politisch definierte er sich als liberaler Monarchist.

### Präsident derJunta Superior Gubernativa
Im Dezember 1822 wurde er in die Junta Superior Gubernativa gewählt, in welcher er 1823 Ämter übernahm. Als am 1. Januar 1823 die Junta Superior Gubernativa die Regierungsgeschäfte aufnahm, wurde er aus dieser zu ihrem Vorsitzenden gewählt.
In seiner Amtszeit wurde eine verfassungsgebende Versammlung einberufen und er wurde als deren Mitglied gewählt. Dieses Parlament erklärte am 8. März 1823 die Trennung Costa Ricas vom mexikanische Imperium, zu welchem es unter Agustín de Itúrbide annektiert worden war. Die Junta de Legados de los Pueblos hatte Delegierte in den Congreso Constituyente de México 1821 entsandt. Dieses Parlament emittierte 1823 eine neue Verfassung, auf deren Basis die Junta Gubernativa aufgelöst wurde und ab dem 20. März durch ein Triumvirat, welchem Rafael Francisco Osejo vorsaß, ersetzt wurde.

### Nach der Präsidentschaft
Vom 20. bis zum 29. März 1823 war er Oberbefehlshaber der Armee. Aus diesem Amt wurde er durch einen Monarchistischen Putsch, welcher von Joaquín de Oreamuno y Muñoz de la Trinidad geleitet wurde gestürzt und in San José inhaftiert, verfassungswidrig in Fußfessel gelegt und der Zusammenarbeit mit den Monarchisten angeklagt. Ein damit befasstes Tribunal sprach ihn von allen Vorwürfen frei.
Er nahm wieder sein Delegiertenmandat in der verfassungsgebenden Versammlung von 1823 ein. Auch bei der verfassungsgebenden Versammlung von 1824 bis 1825 war er Delegierter. 1825 stellten ihn die konservativen Gruppen als Kandidaten als stellvertretender Präsident auf. Bei der Abstimmung wurde er knapp von seinem Halbbruder José Rafael de Gallegos y Alvarado geschlagen.
1826 wurde er zum Richter am obersten Gerichtshof von Costa Rica gewählt, er nahm das Amt aber nicht an.